# Cushendun
Cushendun is een plaats in het Noord-Ierse graafschap County Antrim. De plaats telt 138 inwoners.
De plaats ligt aan de kust, heeft een haven en ligt aan de monding van de Dun en de Glendun, een van de negen Glens of Antrim.